# 黄敬卫
黄敬卫（英語：Ng Zin Rei Ryan，1998年1月14日—），新加坡男子羽毛球運動員。他現時為共和理工学院學生，修读体育消闲与管理课程。

## 簡歷
2011年5月，13岁的黄敬卫获选加入新加坡国家羽毛球青少年队，他为了争取参加2014年南京青奧會的資格，毅然從莱佛士书院转校到新加坡体育学校。但最後，他冲击青奥会失败，未能如願參与青奥会。
2016年9月，黄敬卫在马来西亚国际青年赛，赢得男子单打冠军，這亦是他运动生涯首项国际赛冠军；而他的世界青年男单排名亦首度升上第八位。

## 主要比賽成績
只列出曾進入準決賽的國際賽事成績：
| 年份   | 賽事                   | 公開賽級別 | 項目     | 成績   |
| ------ | ---------------------- | ---------- | -------- | ------ |
| 2015年 | 東南亞運動會羽毛球比賽 | 其他       | 男子團體 | 銅牌   |
| 2017年 | 東南亞運動會羽毛球比賽 | 其他       | 男子團體 | 銅牌   |
| 2017年 | 新加坡羽毛球國際系列賽 | 國際系列賽 | 男子單打 | 亞軍   |
| 2017年 | 寮國羽毛球國際系列賽   | 國際系列賽 | 男子單打 | 準決賽 |
| 2018年 | 英聯邦運動會羽毛球比賽 | 其他       | 混合團體 | 第四名 |

| 2007-2017年 | 首要超級賽 | 超級賽 | 黃金大獎賽 | 大獎賽 | 國際挑戰賽 | 國際系列賽 | 未來系列賽 | 其他 |

| 2018-2026年 | 總決賽 | 超級1000賽 | 超級750賽 | 超級500賽 | 超級300賽 | 超級100賽 | 國際挑戰賽 | 國際系列賽 | 未來系列賽 | 其他 |